# Arthur Fowler (cầu thủ bóng đá)
Arthur Joseph Fowler (sinh ngày 20 tháng 11 năm 1911 - 2001) là một cầu thủ bóng đá người Anh hoạt động trong thập niên 1930.  Ông có 28 lần ra sân ở Football League cho Gillingham.